# (37857) 1998 EV14
(37857) 1998 EV14 est un astéroïde de la ceinture principale d'astéroïdes découvert en 1998.

## Description
(37857) 1998 EV14 a été découvert le 5 mars 1998 à l'observatoire Palomar, situé au nord de San Diego en Californie, par John Broughton.

### Caractéristiques orbitales
L'orbite de cet astéroïde est caractérisée par un demi-grand axe de 2,68 ua, un périhélie de 2,19 ua, une excentricité de 0,18 et une inclinaison de 15,64° par rapport à l'écliptique. Du fait de ces caractéristiques, à savoir un demi-grand axe compris entre 2 et 3,2 ua et un périhélie supérieur à 1,666 ua, il est classé, selon la JPL Small-Body Database, comme objet de la ceinture principale d'astéroïdes.

### Caractéristiques physiques
(37857) 1998 EV14 a une magnitude absolue (H) de 15,2 et un albédo estimé à 0,330.